# Myrmecotypus pilosus
Myrmecotypus pilosus är en spindelart som först beskrevs av Octavius Pickard-Cambridge 1898.
Myrmecotypus pilosus ingår i släktet Myrmecotypus och familjen flinkspindlar. Inga underarter finns listade i Catalogue of Life.